# クリスチャン・ゲッセン
クリスチャン・ゲッセン（Kristian Gjessing、1978年1月15日 - ）は、 デンマークのハンドボール選手で、デンマークのハンドボルド・リーガエン (男子) のAaB Håndboldに所属。彼は以前、Skjern Håndboldと、スペインのBM Alteaに所属した。
ゲッセンは、ハンドボールデンマーク代表として50回出場した。